# Rolf Mühler
Ne doit pas être confondu avec Rolf Müller (designer).
Rolf Mühler est un SS-Obersturmbannführer allemand du Sicherheitsdienst (SD), né le 14 février 1910 à Limbach (royaume de Saxe, Empire allemand) et mort le 31 juillet 1967 à Mülheim an der Ruhr (Allemagne de l'Ouest).
Il est Kommandeur der Sicherheitspolizei und des SD (de) (KdS : chef de la police de sécurité (la Sipo) et du SD) à Marseille de janvier 1943 à juin 1944 pendant la Seconde Guerre mondiale.
Il est condamné  pour crime de guerre en France.

## Biographie

### Formation
Rolf Mühler étudie à partir de 1929 les langues modernes (romane et anglais) et la géographie à Hagen, Heidelberg et Leipzig. Il termine ses études en février 1935 avec un examen d'enseignement supérieur puis travaille comme professeur de lycée. 

### Au service du Troisième Reich
Rolf Mühler rejoint le Sicherheitsdienst (SD) à plein temps à l'été 1935. À partir de mars 1936, il travaille au bureau central du SD, où il prend en charge le domaine de l'émigration. En 1937, il devient membre du parti nazi. 
Après la création du Reichssicherheitshauptamt (Office central de la sécurité du Reich, RSHA) en septembre 1939, Mühler prend la direction des unités II B 4 (« Marxisme ») et II B 5 (« Libéralisme ») au sein du Bureau du groupe II (Renseignement et sécurité intérieurs) du RSHA. Simultanément il devient chef de l'unité VII B 4 (« Autres groupes d'opposition ») dans le groupe de bureaux VII (Renseignements et sécurité extérieurs).  
Après l'invasion allemande de la France au début de l'été 1940, Mühler devient membre du Einsatzkommando du SD à Paris qui exécute des ordres spéciaux tels que l'arrestation d'exilés allemands ou bien celle d'importantes personnalités françaises dans Paris. 
Les documents issus des diverses sources d'intelligence du RSHA sont sous la direction du groupe VII B « Évaluation ». Mühler est responsable de l'évaluation de ces sources pour la Sipo et de la préparation des évaluations. 
Au 1er avril 1941, il prend la direction de l'antenne du SD à Rouen. Il est brièvement responsable de la région de Lyon à partir de novembre 1942 où il côtoie notamment Klaus Barbie. De janvier 1943 à juin 1944, Mühler est nommé Kommandeur der Sicherheitspolizei und des SD (de) (KdS : chef de la police de sécurité — la Sipo — et du SD) à Marseille avec le grade d’Obersturmbannführer (équivalent de lieutenant-colonel). Il est en poste au moment de la destruction de la vieille ville et de la rafle de Marseille en janvier 1943.  
Le 29 juin 1944, il est transféré au bureau VI du RSHA à Berlin. 
De janvier à février 1945, Mühler est le dernier commandant du « bureau Schlesiersee » (nom contemporain Sława) où le bureau VII du RSHA est transféré. Il s'occupe des archives qu'il tente de détruire avant que l’Armée Rouge n'arrive. Le bâtiment où se trouve ce bureau deviendra le siège de la marque Gasthof à Spechtsbrunn près de Rudolstadt en Thuringe. 

### Après guerre
Rolf Mühler est fait prisonnier et détenu dans le camp de prisonniers américain de Ludwigsburg. Les Américains extradent Mühler vers la France, où il est détenu pendant de nombreuses années. Mühler est condamné à vingt ans de travaux forcés par le tribunal militaire de Lyon en 1955, mais est libéré sous condition en 1956. Par la suite, il fait campagne pour les membres du SD encore détenus en France en demandant, avec succès, leur reconnaissance comme rapatriés de guerre. Il travaille ensuite pour une compagnie d'assurances à Mülheim an der Ruhr avec Helmut Knochen et Hans Henschke (de) jusqu'à sa mort,, à l'âge de 57 ans.